# Englos
Englos – miejscowość i gmina we Francji, w regionie Hauts-de-France, w departamencie Nord.
Według danych na rok 1990 gminę zamieszkiwało 510 osób, a gęstość zaludnienia wynosiła 378 osób/km² (wśród 1549 gmin regionu Nord-Pas-de-Calais Englos plasuje się na 777. miejscu pod względem liczby ludności, natomiast pod względem powierzchni na miejscu 928.).